# 上海金虹橋國際中心

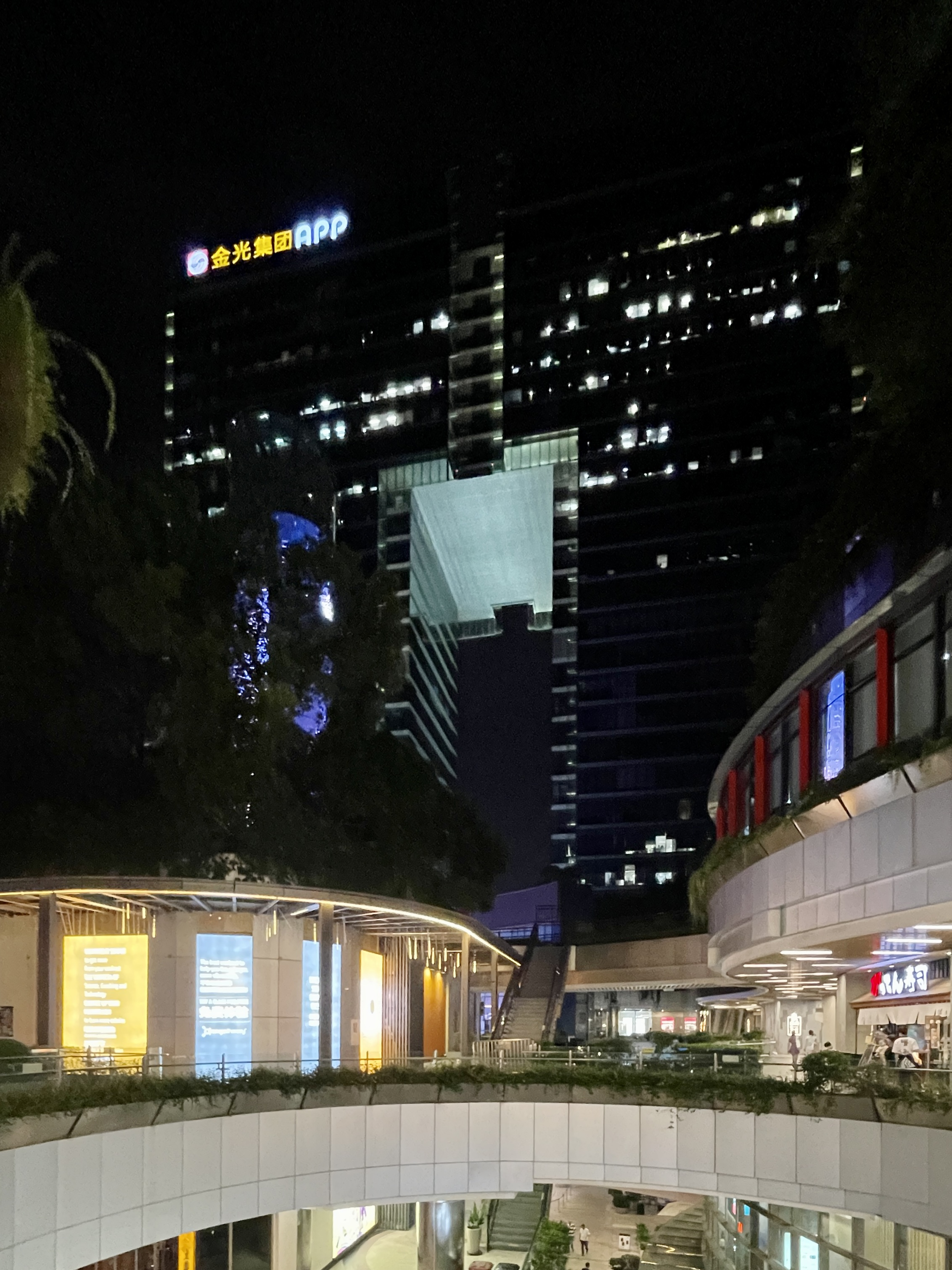
金虹桥夜景

上海金虹橋國際中心（英語：Jin Hongqiao International Center）簡稱金虹橋國際中心或金虹橋:93，是位於中華人民共和國上海市長寧區的一個商業建築，內部分為商業零售、餐飲、辦公、會議中心和酒店等用途。

## 历史
於2014年9月竣工。該建築高度為144米，面積146383平方米，共有29層。該建築23層以下分為兩列，兩列建築在第23層通過一座6層高的空中天橋合二為一。該建築開發商為上海金虹橋國際置業有限公司:93。
由于靠近古北，写字楼内驻有包括小林制药、兄弟工业、欧力士等多家日资企业；也驻有包括拼多多在内的互联网企业。2022年金虹桥租户年上缴税收额突破100亿元人民币，成为上海恒隆广场、上海国金中心后上海市第三个“百亿楼”。